# Аллан, Фрейя
Фрейя Аллан (англ. Freya Allan; род. 6 сентября 2001, Оксфордшир, Англия) — английская актриса кино и телевидения. Стала известна благодаря роли княжны Цинтры Цириллы в сериале «Ведьмак» от американской компании Netflix.

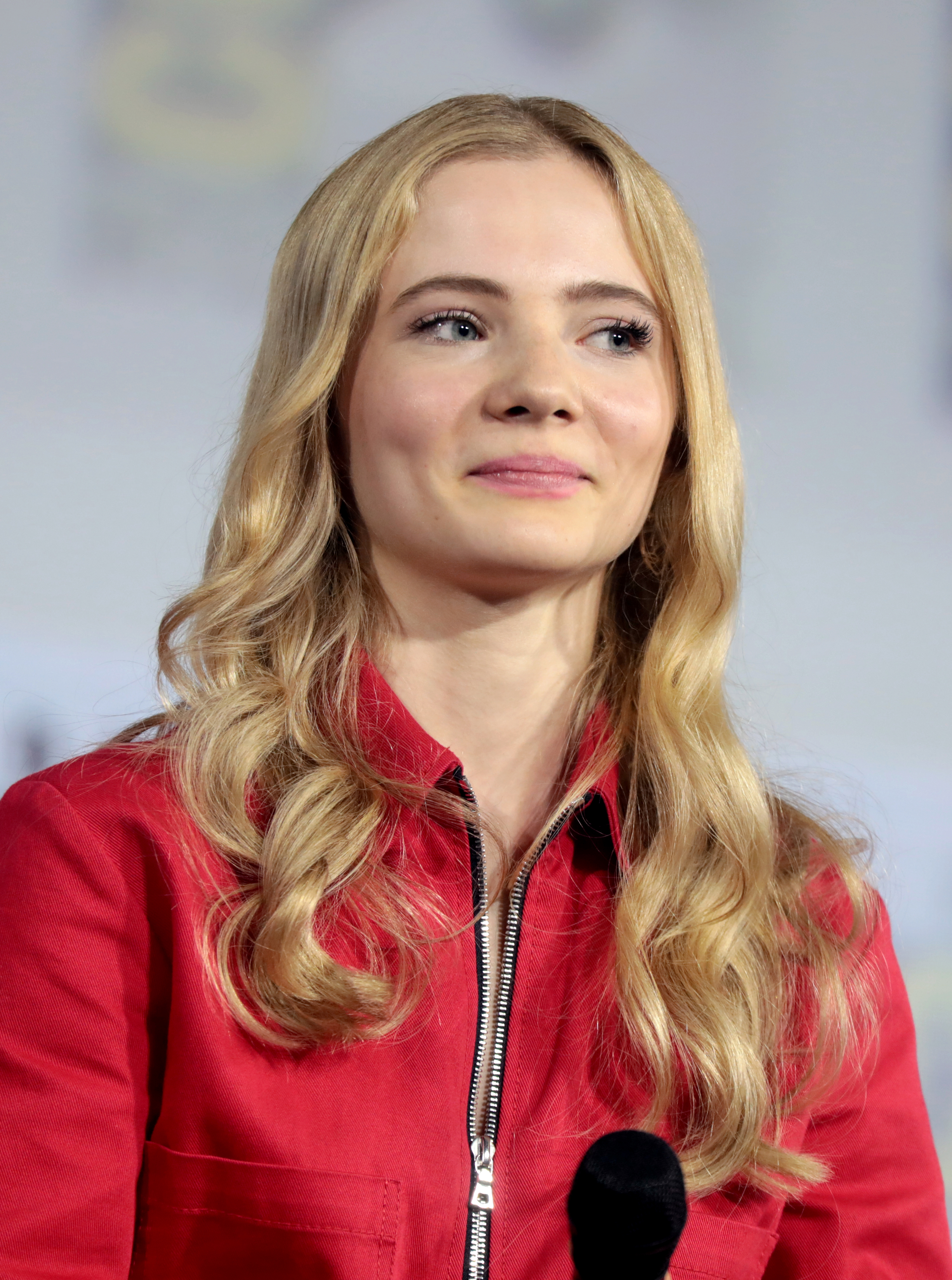
Фрейя Аллан на San Diego Comic-Con в 2019 году

## Биография
Фрейя Аллан родилась 6 сентября 2001 года в Оксфордшире (Англия, Великобритания). Она училась в Headington School в Оксфорде, затем в Национальной школе кино и телевидения в Биконсфилде, графство Бакингемшир, а затем в Университете Искусств Борнмута.
С 2017 года Фрейя снималась в короткометражных фильмах и в эпизодических ролях некоторых сериалов. В 2018-м она была приглашена на роль юной Цири в сериал «Ведьмак» от стриминговой компании Netflix. В сентябре 2020 года на HBO состоялась премьера мини-сериала «Третий день», в котором Фрейя сыграла героиню по имени Кайль. 
В середине июля 2021 года в российский прокат вышла экшн-комедия «Пороховой коктейль» при участии Аллан. Она сыграла в фильме главную героиню (Карен Гиллан) в молодости.

## Фильмография
| Год          |     | Русское название               | Оригинальное название             | Роль            |
| ------------ | --- | ------------------------------ | --------------------------------- | --------------- |
| 2017         | кор | Синяя птица                    | Bluebird                          | Кейтлин         |
| 2017         | кор | Рождественская ёлка            | Christmas Tree                    | девочка         |
| 2017         | кор | Капитан Свирепый               | Captain Fierce                    | Линда           |
| 2018         | с   | В пустыне смерти               | Into the Badlands                 | молодая Минерва |
| 2019         | с   | Война миров                    | The War of the Worlds             | Мэри            |
| 2019 — н. в. | с   | Ведьмак                        | The Witcher                       | Цири            |
| 2020         | с   | Третий день                    | The Third Day                     | Кайль           |
| 2021         | ф   | Пороховой коктейль             | Gunpowder Milkshake               | молодая Сэм     |
| 2023         | ф   | Нечисть                        | Baghead                           | Ирис Ларк       |
| 2024         | ф   | Планета обезьян: Новое царство | Kingdom of the Planet of the Apes | Мэй             |